# Qurayyat (Oman)
Qurayyat is een kleine vissersplaats, 83 kilometer ten zuidoosten van Muscat, Oman. De plaats ligt aan de oostkust van Oman, aan de Golf van Oman. Het ligt aaneengesloten met de plaatsen Sur, Diman Wa Tayeen en Aamerat. Het is een populaire plaats op weg naar Sur en Muscat. Op 28 juni 2018 werd in Qurayyat het record gebroken voor de hoogste dagelijkse minimumtemperatuur ooit: 42.6 °C.

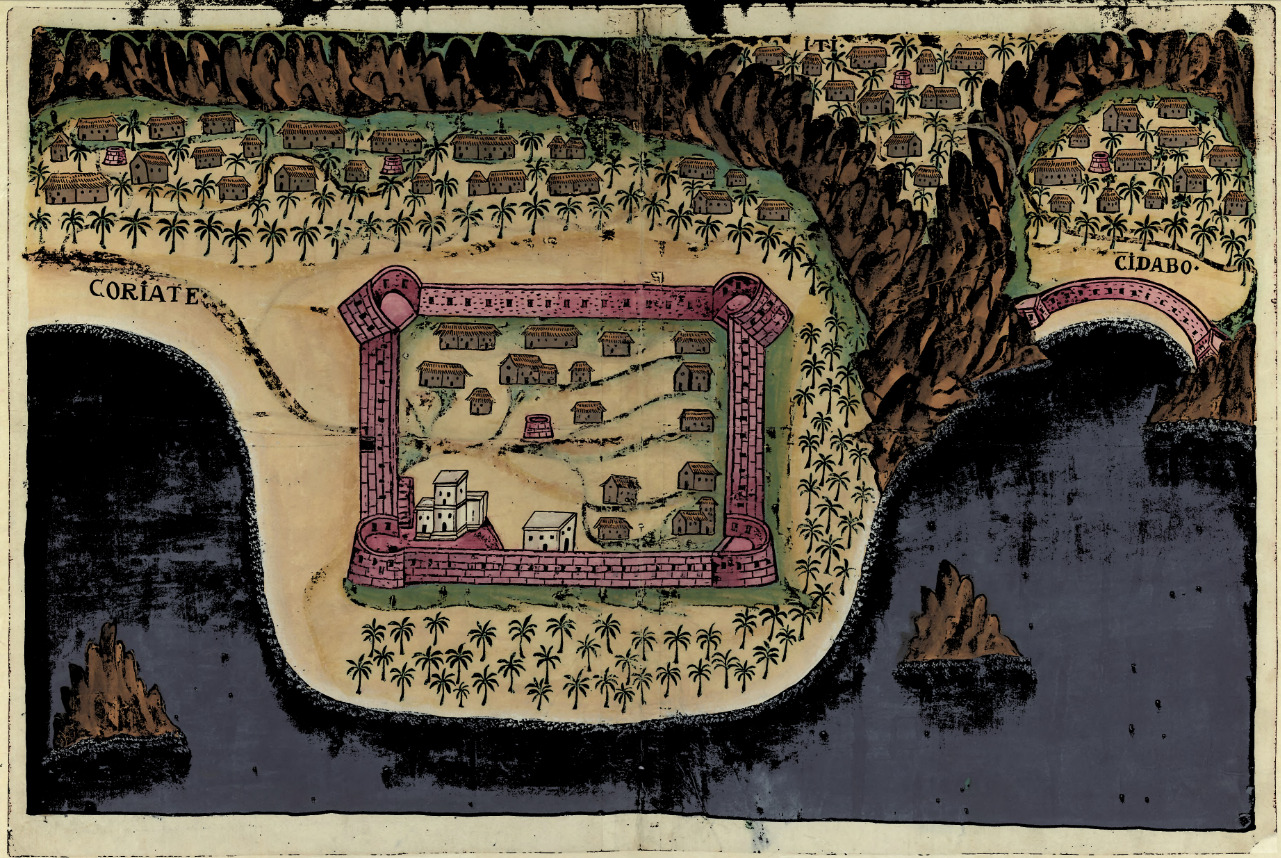
Het Portugese Fort van Qurayyat (Curiate) (António Bocarro, 1635)

In de zestiende eeuw kwamen de Portugezen hier aan. De plaats was een strategisch punt om de Golf van Oman en de toegang tot de Perzische Golf te controleren. Het was daarom onderdeel van een reeks forten die door de Portugezen werden gebruikt in de regio. De Portugezen noemden de plaats Curiate. 

## Bezienswaardigheden
- Het Qurayyat Fort werd gebouwd door Said bin Khalfan AlBusaidi zo'n 200 jaar geleden. Het werd gebouwd zowel voor de verdediging als om in te wonen. In 1987 werd het fort aangepast om er een museum van te maken. Het museum bevat historisch aardewerk en wapens van de staat.
- De Sheikh Malik Moskee ligt naast het fort. De moskee is hoog, waardoor het van verre afstand zichtbaar is.
- Al Sahel Fort
- Khor AlMilh (= zout estuarium) ligt zes kilometer ten zuiden van het centrum. Hier worden naast fossiele brandstoffen ook restanten van menselijke aanwezigheid gevonden die teruggaan tot 3000-4000 voor Christus. De naam van de plaats komt voort uit het vakmanschap van de mensen, aangezien mensen al honderden jaren op traditionele wijze zout winnen.

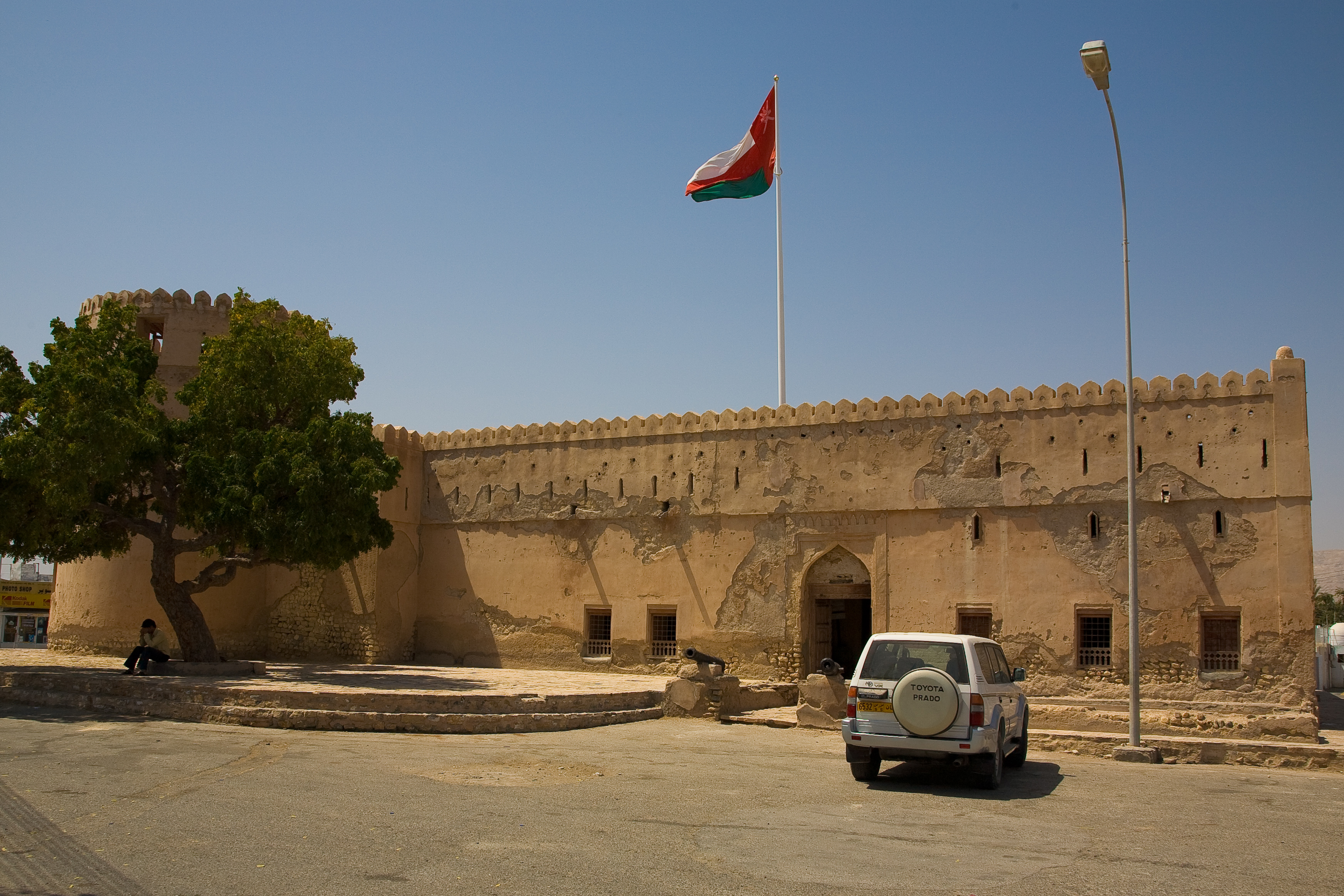
Qurayyat Fort
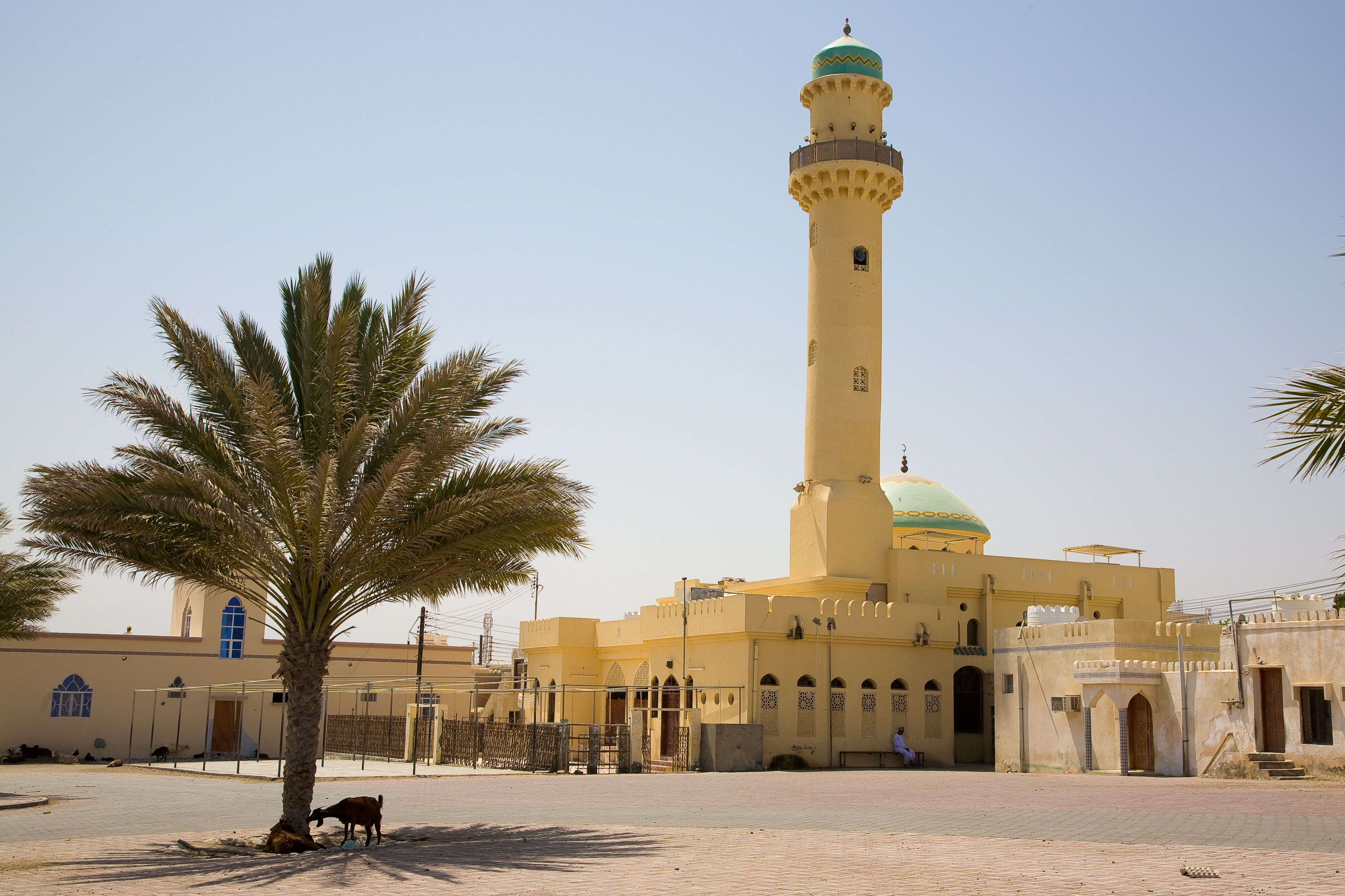
Sheikh Malik Moskee
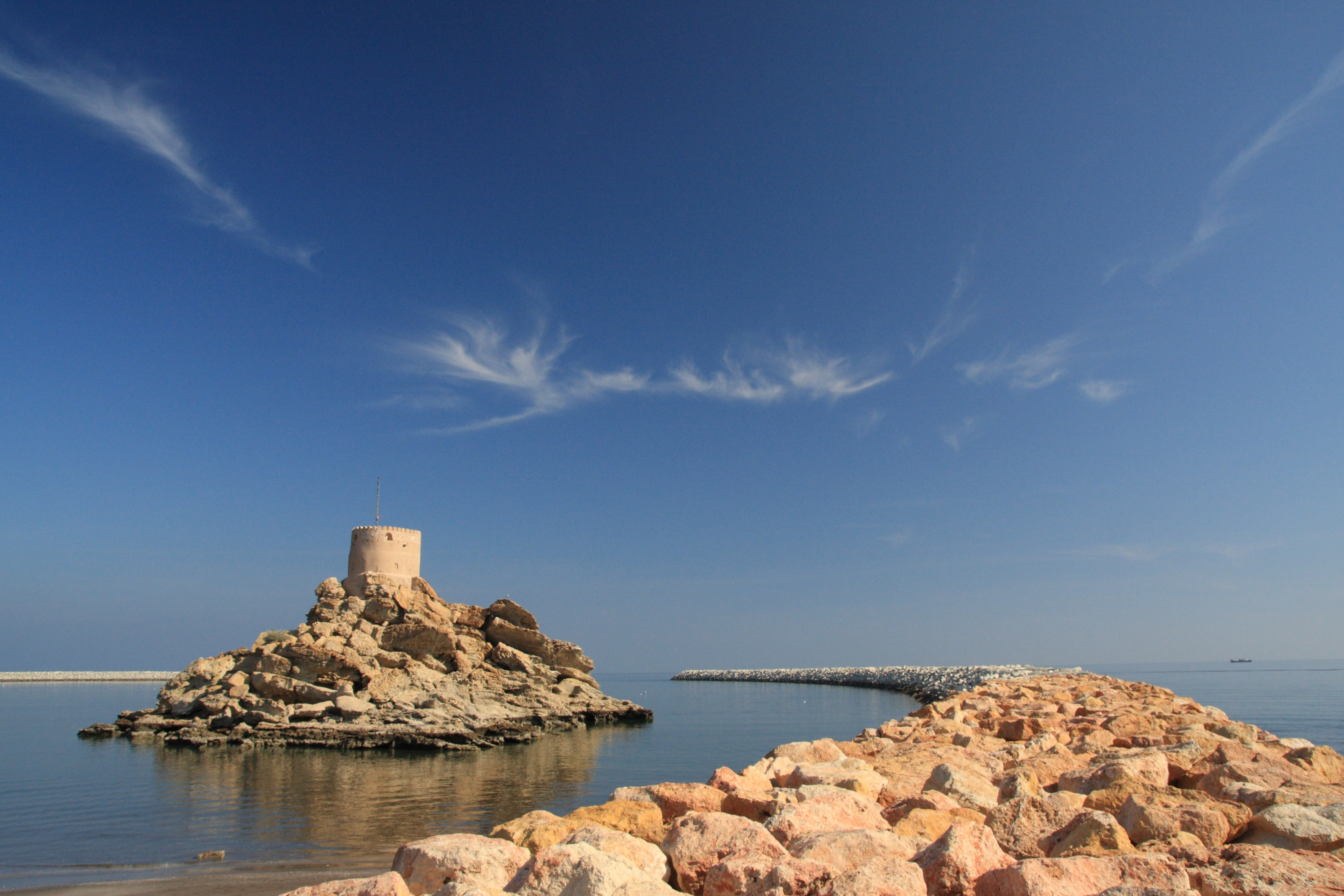
Al Sahel Fort

## Sport
Qurayyat is regelmatig start- en/of aankomstplaats voor de Ronde van Oman en het nationaal kampioenschap wielrennen van Oman. De eerste keer dat een etappe van de Ronde van Oman finishte in Qurayyat was tijdens de derde etappe van de eerste editie. Edvald Boasson Hagen won deze etappe.